# グロースエアラハ
グロースエアラハまたはグロースエルラハ（ドイツ語: Großerlach、グロースエアラッハ、グロースエルラッハとも） はドイツ連邦共和国バーデン＝ヴュルテンベルク州レムス＝ムル郡に属す町村（以下、本項では便宜上「町」と記述する）である。人口約2,600人、人口密度は100人/km2以下で、シュトゥットガルト地方で最も人口密度の低い町の1つである。

## 地理

### 位置
グロースエアラハの町域は、北をロート川、南をムル川に挟まれた高台であるマインハルトの森に位置している。高台に位置しているため、シュヴァーベン＝フランケンの森ならびにレムス＝ムル郡の最高地点はこの町にある。隣接する市町村は、北東にヴュステンロート（ハイルブロン郡）、北にマインハルト、東にオーバーロート（ともにシュヴェービッシュ・ハル郡）、南にムルハルトおよびズルツバッハ・アン・デア・ムル、西にシュピーゲルベルクが位置している。

### 自治体の構成
グロースエアラハは、旧グロースエアラハと旧グラープの2つの地区からなり、合わせて25の村落、小集落、農場、入植地が属している。
旧グラープ町は、バーデン＝ヴュルテンベルク州の自治体法に基づき、独自の地区議会を有している。

### 土地利用
| 土地用途別面積 | 面積 (km2) | 占有率 |
| -------------- | ---------- | ------ |
| 住宅地         | 0.67       | 2.5 %  |
| 産業用地       | 0.13       | 0.5 %  |
| レジャー用地   | 0.09       | 0.3 %  |
| 交通用地       | 1.22       | 4.5 %  |
| 農業用地       | 9.64       | 35.5 % |
| 森林           | 14.82      | 54.6 % |
| 水域           | 0.12       | 0.4 %  |
| その他の用地   | 0.46       | 1.7 %  |
| 合計           | 27.15      |        |

出典: Statistisches Landesamt Baden-Württemberg

## 歴史

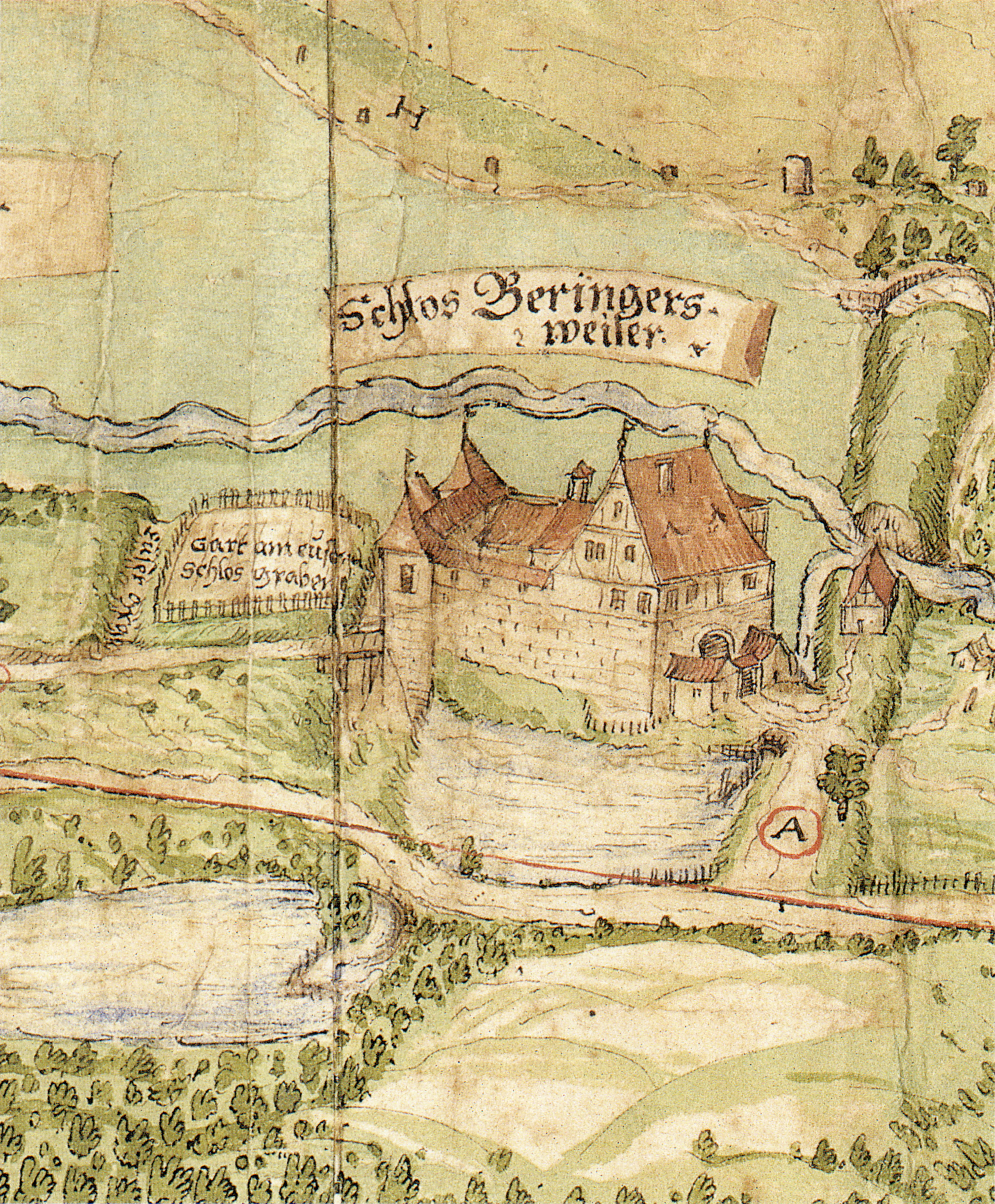
16世紀に描かれたベーリングスヴァイラー城の絵地図

小集落ベーリングヴァイラーは1251年に初めて文献に記録されている。トロイツェンバッハ集落は1300年に初めて記録されている。エアラハの2つの農場が、1つはリューディガー・フォン・オールンに、もう1つはブルクハルトとフリードリヒのシュトゥルンフェーダー兄弟に属していたことが1364年と1370年に記録されている。1500年頃、最初の荘園（アムト・ズルツバッハ）がレーヴェンシュタイン伯の所有となり、シェンク・フォン・リンプルグが第2の荘園の所有者となった。グロースエアラハ村についての最初の記述は、1441年1月2日にレーヴェンシュタイン伯からプファルツ選帝侯ルートヴィヒ4世に売却された際のものである。1750年には、Gross-Oehrlach、Ober-Oehrlach と Klein-Oehrlach、Unter-Oehrlach およびガラス工場が記録されている。土地所有者はレーヴェンシュタイン伯1人であった。シェンク・フォン・リンプルグ領もレーヴェンシュタイン伯領も1500年から1806年までフランケン帝国クライスに属した。
1911年に上水道と電話網が整備され、1927年に電気の供給がなされるようになった。第二次世界大戦の終わり頃、1945年4月16日にドイツ国防軍がマインハルトへ通じる橋を爆破した。その2日後の4月18日にアメリが軍兵士が戦車でこの町を占領した。

### ガラス工場
ノイラウテルンのガラス職人の息子ハンス・グライナーが1568年にミッテルフィッシュバッハに最初のヴァルトグラスヒュッテ（緑がかったガラスの工場）を開設した。この工場は1702年まで操業していた。1605年にアルトフュルステンヒュッテ、1695年にノイフュルステンヒュッテでガラス製造が行われたが、1771年に閉鎖された。
1737年に最後のガラス工場が現在のエルラッハー・ヘーエ地区に開設された。スイスから来たイスラエル・エクスレがガラス職人の責任者とされた。彼はそれまでの緑がかったガラスを高品質の透明ガラスに改良するのに必要な知識を有していた。彼の息子のフェルディナント・エクスレはその後エクスレ・ヴァーゲ（エクスレの果汁秤）を発明した。エアラハでは主にフラスコや蒸留器などの薬局用機材が製造された。1891年にはディアコニシェス・ヴェルク（社会奉仕団体）がエアラハのガラス工場を獲得し、エアラハ労働者集落（現在のエアラッハー・ヘーエ）を建設した。ここは現在、郡内で最初の、さらにはディアコニーのドイツで最初のバイオエネルギー村になっている。

### シルバーラッシュ
1772年12月に3人の農夫が泉の溝の近くで銀鉱石を見つけた。これを承けてレーヴェンシュタインの鉱山官リーデルはリーマースバッハに銀鉱山と精錬所を開設した。しかしわずか数年後には赤字のために閉鎖せざるを得なくなった。
グロースエアラハは1806年にレーヴェンシュタインとともにヴュルテンベルクの一部となった。
1834年から1847年に現在も遺るガストハウス・クレーネが、シュトゥットガルト - シュヴェービッシュ・ハル間の宿駅として建設された。

### 幽霊屋敷
1916年に未亡人クラインクネヒトの農家が連邦中の注目を集めた。4月30日から5月15日までこの館の中の何者かがその住民をおびえさせ、助けるために集った近隣住民によってもなだめることができなかった。この館は住民によって放棄され、閉鎖された。村長、教師、アムトの役人、県の役人がその証人となった。

### 市町村合併
1848年5月13日にグロースエアラハは独立した自治体となった。これに編入された集落グロースエアラハ、クラインエアラハ、エルラッハー・グラスヒュッテ、リーマースバッハはそれまでズルツバッハに、ウンターフィッシュバッハ、ミッテルフィッシュバッハ、オーバーフィッシュバッハはライヒェンベルク（現在はオッペンヴァイラーの一部）に属していた。
グロースエアラハはオーバーアムト・バックナング（後のバックナング郡）に属した。
1821年から独立した町村であったノイフュルステンヒュッテが、1939年10月1日にグロースエアラハに編入された。これには、クラインエアラハの北部、アルトフュスルテンヒュッテ、ベーリングスヴァイラー、ハルス、クーンヴァイラー・フォン・ヴュステンロート、ヴィートホーフ・フォン・マインハルトも含まれた。
ブッツベルク、フランケンヴァイラー、ホーエンブラッハ、マネンヴァイラー、モールバッハ、モールバッハ＝プラッテ、シェーンブロン、シェーンタールヘフレ、シェーンタールゼーグミューレ、シュヴァイツァーホーフ、トラウツェンバッハを含む独立した町村グラープが、1974年7月1日に市町村再編に伴ってグロースエアラハと合併し、新たな町グロースエアラハとなった。

## 住民

### 人口推移
以下の表は、各時点における市域内の人口を示している。数値は、推測値、人口調査結果 (1) またはバーデン＝ヴュルテンベルク州統計局の公的な研究結果である。
| 年              | 人口（人） |
| --------------- | ---------- |
| 1824            | 1,147      |
| 1835            | 1,147      |
| 1871年12月1日 1 | 2,163      |
| 1880年12月1日 1 | 2,194      |
| 1890年12月1日 1 | 2,042      |
| 1900年12月1日 1 | 1,825      |
| 1910年12月1日 1 | 1,753      |
| 1925年6月16日 1 | 1,571      |
| 1933年6月16日 1 | 1,501      |
| 1939年5月17日 1 | 1,395      |
| 1950年9月13日 1 | 1,854      |

| 年              | 人口（人） |
| --------------- | ---------- |
| 1961年6月6日 1  | 1,716      |
| 1970年5月27日 1 | 1,910      |
| 1980年12月31日  | 2,383      |
| 1987年5月25日 1 | 2,183      |
| 1990年12月31日  | 2,488      |
| 1995年12月31日  | 2,523      |
| 2000年12月31日  | 2,630      |
| 2005年12月31日  | 2,624      |
| 2010年12月31日  | 2,488      |
| 2015年12月31日  | 2,514      |

## 行政

### 議会
グロースエアラハの町議会は10議席からなる。

## 文化と見所

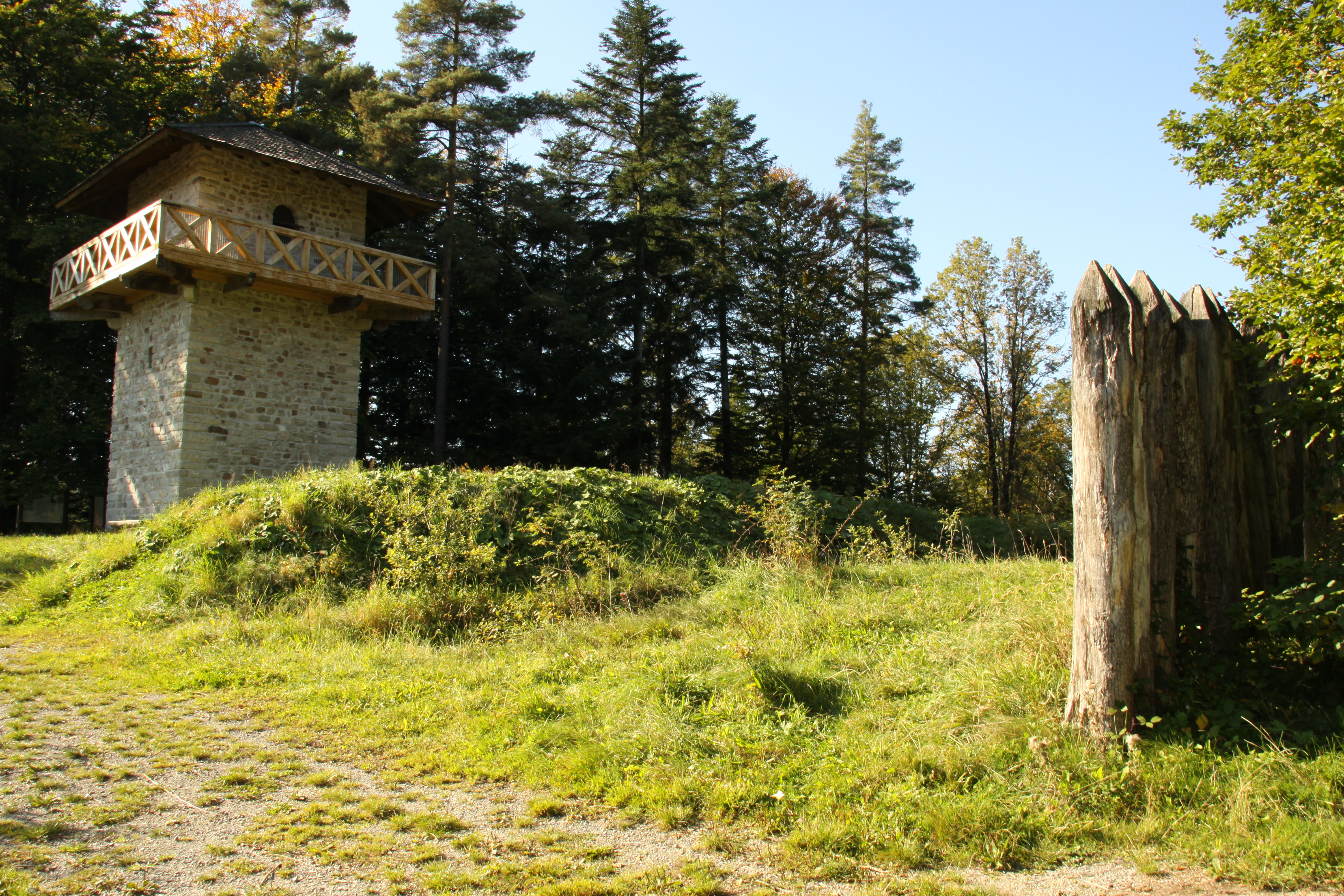
復元されたリーメス

グラープ地区のハイデンブッケルには、オーバーゲルマニシュ＝レティシャー・リーメスの2番目に高い地点がある。リーメスは、2世紀のローマ帝国の国境であり、見張り塔、防御柵、土塁と堀が復元されている。ローマ時代の見張り塔の復元には、トラヤヌスの記念柱に刻まれたレリーフがモデルとして用いられた。塔は、バーデン＝ヴュルテンベルク州で最初の復元石造リーメス監視塔として、1982年に建設された。2004年にはリーメスを守るための林道が復元された。
1773年に開削された銀鉱山ゴッテス坑は、グロースエアラハのシルバーラッシュが終焉した後、長らく埋められていた。1926年に再び坑口が開けられ、一般公開され始めた。第二次世界大戦中は防空壕として利用された。その後は忘れ去られたが、1993年にグロースエアラハ/グラープ郷土協会が再び掘り起こし、修復を行った。2000年5月から長さ 30 m の区間が再び一般公開された。
グロースエアラハとエルラッハー・ヘーエとの間の高台からは、シュヴァーベン＝フランケンの森を遠望することができる。

## 経済と社会資本

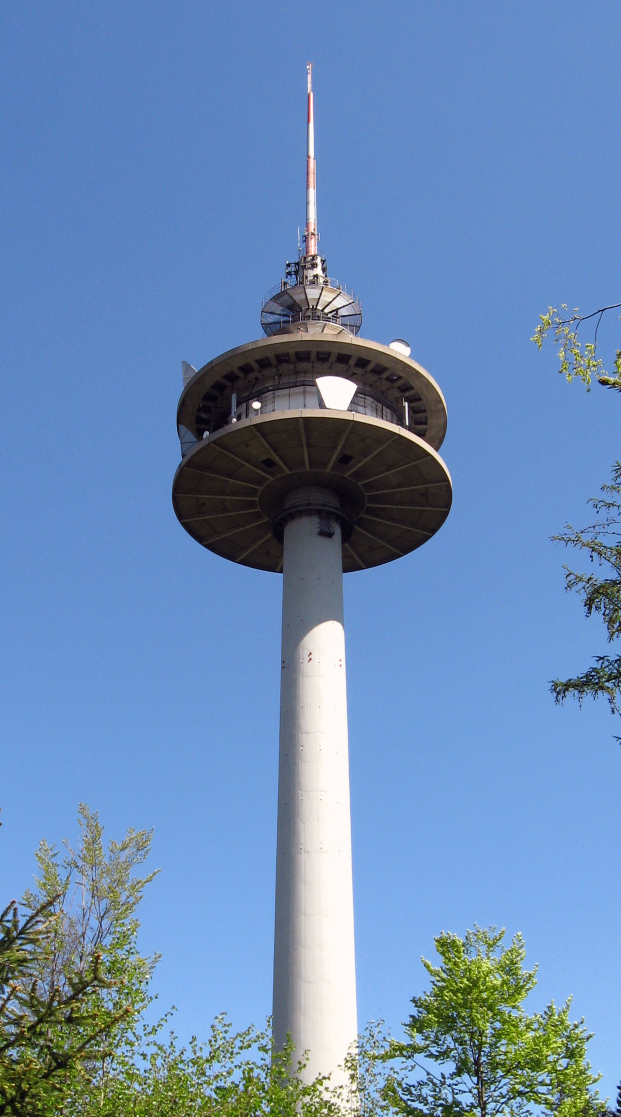
グロースエアラハ通信塔

### 交通
連邦道 B14号線が、最寄りの中規模中心都市バックナング (18 km) およびシュヴェービッシュ・ハル (20 km) を結んでいる。

### 地元企業
1953年からアレクサンダー＝シュティフトはノイフュルステンヒュッテに本部を置いている。

### 通信
ホーエ・ブラッハには、1985年に建造された高さ 133 m のドイツ・テレコムのグロースエアラハ通信塔がある。この塔はレムス＝ムル郡で最も高い建造物である。